# ماني غونزاليس
ماني غونزاليس (بالإنجليزية: Manny Gonzalez)‏ (3 يونيو 1990 في كولومبيا - ) هو لاعب كرة قدم أمريكي في مركز الوسط. لعب مع Palm Beach Pumas ‏ وAustin Aztex U23 ‏ وFloridians FC ‏ وFort Lauderdale Strikers (2006–2016) ‏.

## وصلات خارجية
- ماني غونزاليس على موقع قاعدة بيانات كرة القدم.إي يو (الإنجليزية)